# 国軍歴史文物館
国軍歴史文物館（こくぐんれきしぶんぶつかん、國軍歷史文物館）は、台湾台北市中正区貴陽街にある、中華民国国軍の歴史と装備品に関する軍事博物館である。略称は「軍史館」。

## 概要
1961年10月31日に開館。展示内容は1911年の辛亥革命以降の中華民国軍の戦歴に関するものである。北伐、日中戦争、台湾海峡戦役といった戦闘シーンを描いた絵画や、数多くの歴史的資料やジオラマが展示されている。旧日本軍関係では、国民革命軍に鹵獲された兵器類や資料が展示されており、岡村寧次大将の降刀があるほか、南京事件の際の百人斬り競争の証拠とされる日本刀のほか、第18師団の師団印や寄書きのある日章旗が展示されている。また、建物前には旧日本軍の砲弾も展示されている。
現在の中華民国国軍の最新装備品に関する展示も充実しており、歴代の中華民国国軍の責任者の肖像が展示されている。砲火体験をシミュレーションできる装置があるほか、中華民国陸軍の実物制式機関銃を改造したモデルガンによる的撃（弾丸ではない）といった体験型展示物も多数ある。

## 利用案内
- 現在再建のため閉館中。2023年完成予定

- 交通アクセス：台北捷運（地下鉄）西門駅2番出口から400m、徒歩5分

展示物には日本語による説明はないが、各展示室の前に持ち運びできる説明板が用意されているほか、無料パンフレットも用意されている。